# Nannie de Villiers
Esme de Villiers, detta Nannie (Windhoek, 5 gennaio 1976), è un'ex tennista sudafricana.

## Carriera
In carriera ha vinto un titolo di doppio, il Canberra Women's Classic nel 2002, in coppia con la kazaka Irina Seljutina. Nei tornei del Grande Slam ha ottenuto il suo miglior risultato raggiungendo le semifinali di doppio misto agli Open di Francia nel 1999, in coppia con il connazionale Grant Stafford.
In Fed Cup ha giocato un totale di 11 partite, ottenendo 11 vittorie.

## Statistiche

### Doppio

#### Vittorie (1)
| Numero | Anno            | Torneo                             | Superficie | Compagna        | Avversarie in finale                  | Punteggio |
| 1.     | 12 gennaio 2002 | Canberra Women's Classic, Canberra | Cemento    | Irina Seljutina | Samantha Reeves Adriana Serra Zanetti | 6-2, 6-3  |

### Doppio

#### Finali perse (2)
| Numero | Anno              | Torneo                           | Superficie | Compagna        | Avversarie in finale         | Punteggio     |
| 1.     | 13 gennaio 2001   | Canberra International, Canberra | Cemento    | Annabel Ellwood | Nicole Arendt Ai Sugiyama    | 4-6, 6-7      |
| 2.     | 16 settembre 2002 | Waikoloa Championships, Waikoloa | Cemento    | Irina Seljutina | Meilen Tu María Vento-Kabchi | 6-1, 2-6, 3-6 |